# Linh dương lùn Kenya
Linh dương lùn Kenya (Danh pháp khoa học: Ourebia ourebi kenyae) là một phân loài đã tuyệt chủng của loài linh dương Ourebia ourebi nguồn gốc từ các sườn núi thấp của núi Kenya.

## Đặc điểm chung
Giống như các loài linh dương trong loài chúng có chiều dài xấp xỉ tăng lên khoảng 92–110 cm (36–43 in) với một vai chiều cao từ 50–66 cm (20–26 in) và cân nặng trung bình 12–22 kg (26-49 lb). Chúng cũng có thể chạy ở tốc độ lên đến 40–50 km/h (25-31 mph). Lưng và ngực chúng có màu vàng đến nâu cam. Cằm, họng, ngực, bụng, mông và có màu trắng. Đuôi ngắn và rậm rạp, màu nâu đen hoặc đen phía trên và mặt dưới màu trắng.
Dưới mỗi tai là một, tròn, màu đen, vá các tuyến nội tiết lớn, lỗ mũi là nổi bật màu đỏ, và ở hai bên của khuôn mặt là nếp gấp thẳng đứng mà các tuyến trước ổ mắt. Các tuyến sản xuất một dịch tiết có mùi được sử dụng để đánh dấu lãnh thổ. Chỉ có con đực trưởng mới có sừng, đó là chiếc sừng mảnh mai và thẳng, chỏm đến khoảng lưng chừng, hai đầu được trơn tru và nhọn, với một số chiều dài đo được là 19 cm (7,5 in).

## Tập tính
Chủ yếu vật ăn cỏ, chúng cũng thích ăn cỏ ngắn, nhưng sẽ bứt lá, cành, lá và chồi non trong mùa khô. Chúng cũng thường được thấy trong các khu vực bị cháy sau khi đám cháy đồng cỏ lớn nhưng không có rừng, trở lại khu vực để ăn những chồi cỏ tươi. Chúng cũng sử dụng bãi liếm muối khoáng để bổ sung chế độ ăn uống của chúng.
Chúng thường rơi vào trạng thái vô số loài động vật, khi chưa tuyệt chủng, chúng là con mồi ngon của nhiều loài bao gồm cả sư tử, báo, mèo đồng cỏ, linh cẩu, chó hoang châu Phi, chó rừng, cá sấu và trăn. Con non cũng bị giết bởi đại bàng, cầy genets và thú ăn thịt nhỏ khác.
Trước đây chúng được tìm thấy trên lãnh thổ riêng mình, theo cặp, hoặc trong nhóm nhỏ của một con đực với hai hoặc nhiều con cái. Chúng nghỉ ngơi trong thời gian nóng trong ngày, và hoạt động mạnh nhất vào buổi sáng, buổi chiều muộn và buổi tối. Khi báo động, chúng phát ra một tiếng ré chói tai. Thông thường, chúng không cố gắng để chạy trốn cho đến khi một kẻ xâm nhập trong vòng vài mét, còn lại bất động trên bãi cỏ, dựa vào ngụy trang. Nếu bị đe dọa, chúng phi nước đại đi.